# Gran Premio de Toronto

Mapa del circuito callejero de Toronto

El Gran Premio de Toronto (nombre oficial en 2006 y 2007: Grand Prix of Toronto; ediciones restantes: Molson Indy Toronto) es una carrera de automovilismo de velocidad disputada con monoplazas en un Circuito urbano de carreras de 2.824 metros de longitud situado en el distrito Exhibition Place de la ciudad de Toronto, provincia de Ontario, Canadá.
La carrera formó parte de la temporada de la CART/Champ Car desde 1989 hasta 2007. Como resultado de la compra de esa categoría por parte de la Indy Racing League, la edición 2008 del Gran Premio de Toronto fue cancelada. La competición retornó para la temporada 2009 de la IndyCar Series, manteniendo la fecha habitual a mediados de julio. Los Stadium Super Trucks han sido teloneros de la IndyCar desde 2013.
Michael Andretti es el piloto que ostenta el récord de triunfos en Toronto con siete, seguido por Scott Dixon con 4 y  Dario Franchitti con tres. Las dos victorias de Paul Tracy han sido las únicas por parte de canadienses.
En la edición de 1996, el circuito fue testigo del accidente y posterior muerte del piloto Jeff Krosnoff.

## Ganadores
| Año        | Champ Car                                           | Champ Car                                           | Champ Car                                           | Carreras de soporte                                 | Carreras de soporte                                 |
| Año        | Piloto                                              | Automóvil                                           | Equipo                                              | Indy Lights                                         | Fórmula Atlantic                                    |
| ---------- | --------------------------------------------------- | --------------------------------------------------- | --------------------------------------------------- | --------------------------------------------------- | --------------------------------------------------- |
| 1986       | Bobby Rahal                                         | March Cosworth                                      | Truesports                                          | Fabrizio Barbazza                                   | -                                                   |
| 1987       | Emerson Fittipaldi                                  | March Chevrolet-Ilmor                               | Patrick                                             | Tommy Byrne                                         | -                                                   |
| 1988       | Al Unser Jr.                                        | March Chevrolet-Ilmor                               | Galles                                              | Calvin Fish                                         | -                                                   |
| 1989       | Michael Andretti                                    | Lola Chevrolet-Ilmor                                | Newman/Haas                                         | Gary Rubio                                          | -                                                   |
| 1990       | Al Unser Jr.                                        | Lola Chevrolet-Ilmor                                | Galles                                              | Paul Tracy                                          | Freddy Rhemrev                                      |
| 1991       | Michael Andretti                                    | Lola Chevrolet-Ilmor                                | Newman/Haas                                         | P.J. Jones                                          | Stuart Crow                                         |
| 1992       | Michael Andretti                                    | Lola Ford-Cosworth                                  | Newman/Haas                                         | Bryan Herta                                         | David Empringham                                    |
| 1993       | Paul Tracy                                          | Penske Chevrolet-Ilmor                              | Penske                                              | Bryan Herta                                         | Claude Bourbonnais                                  |
| 1994       | Michael Andretti                                    | Reynard Ford-Cosworth                               | Ganassi                                             | Steve Robertson                                     | Richie Hearn                                        |
| 1995       | Michael Andretti                                    | Lola Ford-Cosworth                                  | Newman/Haas                                         | Greg Moore                                          | Richie Hearn                                        |
| 1996       | Adrián Fernández                                    | Lola Honda                                          | Tasman                                              | Gualter Salles                                      | Patrick Carpentier                                  |
| 1997       | Mark Blundell                                       | Reynard Mercedes-Benz                               | PacWest                                             | Hélio Castroneves                                   | Memo Gidley                                         |
| 1998       | Alex Zanardi                                        | Reynard Honda                                       | Ganassi                                             | Guy Smith                                           | Alex Tagliani                                       |
| 1999       | Dario Franchitti                                    | Reynard Honda                                       | Green                                               | Geoff Boss                                          | -                                                   |
| 2000       | Michael Andretti                                    | Lola Ford-Cosworth                                  | Newman/Haas                                         | -                                                   | Andrew Bordin                                       |
| 2001       | Michael Andretti                                    | Reynard Honda                                       | Green                                               | Townsend Bell                                       | David Rutledge                                      |
| 2002       | Cristiano da Matta                                  | Lola Toyota                                         | Green                                               | -                                                   | Michael Valiante                                    |
| 2003       | Paul Tracy                                          | Lola Ford-Cosworth                                  | Forsythe                                            | -                                                   | A.J. Allmendinger                                   |
| 2004       | Sébastien Bourdais                                  | Lola Ford-Cosworth                                  | Newman/Haas                                         | -                                                   | Jon Fogarty                                         |
| 2005       | Justin Wilson                                       | Lola Ford-Cosworth                                  | RuSPORT                                             | -                                                   | Antoine Bessette                                    |
| 2006       | A. J. Allmendinger                                  | Lola Ford-Cosworth                                  | Forsythe                                            | -                                                   | Robbie Pecorari                                     |
| 2007       | Will Power                                          | Panoz Cosworth                                      | Walker                                              | -                                                   | Franck Perera                                       |
| Año        | IndyCar                                             | IndyCar                                             | IndyCar                                             | Indy Lights                                         | Fórmula Atlantic                                    |
| Año        | Piloto                                              | Automóvil                                           | Equipo                                              | Indy Lights                                         | Fórmula Atlantic                                    |
| 2009       | Dario Franchitti                                    | Dallara-Honda                                       | Ganassi                                             | Sebastián Saavedra                                  | -                                                   |
| 2010       | Will Power                                          | Dallara-Honda                                       | Penske                                              | Jean-Karl Vernay                                    | -                                                   |
| 2011       | Dario Franchitti                                    | Dallara-Honda                                       | Ganassi                                             | Stefan Wilson                                       | -                                                   |
| 2012       | Ryan Hunter-Reay                                    | Dallara-Honda                                       | Andretti                                            | Gustavo Yacamán                                     | -                                                   |
| 2013       | Scott Dixon                                         | Dallara-Honda                                       | Ganassi                                             | Jack Hawksworth                                     | -                                                   |
| 2013       | Scott Dixon                                         | Dallara-Honda                                       | Ganassi                                             | Jack Hawksworth                                     | -                                                   |
| 2014       | Sebastien Bourdais                                  | Dallara-Chevrolet                                   | KV                                                  | Alexandre Baron                                     | -                                                   |
| 2014       | Mike Conway                                         | Dallara-Chevrolet                                   | Ed Carpenter                                        | Alexandre Baron                                     | -                                                   |
| 2015       | Josef Newgarden                                     | Dallara-Chevrolet                                   | CFH                                                 | Spencer Pigot                                       | -                                                   |
| 2016       | Will Power                                          | Dallara-Chevrolet                                   | Penske                                              | Felix Rosenqvist (ambas carreras)                   | -                                                   |
| 2017       | Josef Newgarden                                     | Dallara-Chevrolet                                   | Penske                                              | Kyle Kaiser (ambas carreras)                        | -                                                   |
| 2018       | Scott Dixon                                         | Dallara-Honda                                       | Ganassi                                             | Patricio O'Ward (primera carrera)                   | -                                                   |
| 2018       | Scott Dixon                                         | Dallara-Honda                                       | Ganassi                                             | Santiago Urrutia (segunda carrera)                  | -                                                   |
| 2019       | Simon Pagenaud                                      | Dallara-Chevrolet                                   | Penske                                              | Aaron Telitz (primera carrera)                      | -                                                   |
| 2019       | Simon Pagenaud                                      | Dallara-Chevrolet                                   | Penske                                              | Oliver Askew (segunda carrera)                      | -                                                   |
| 2020- 2021 | Carrera cancelada debido a la pandemia de COVID-19. | Carrera cancelada debido a la pandemia de COVID-19. | Carrera cancelada debido a la pandemia de COVID-19. | Carrera cancelada debido a la pandemia de COVID-19. | Carrera cancelada debido a la pandemia de COVID-19. |
| 2022       | Scott Dixon                                         | Dallara-Honda                                       | Ganassi                                             | -                                                   |                                                     |